# Ater Majok
Ater James Majok (ur. 4 lipca 1987 w Chartum) – południowosudański koszykarz, występujący na pozycjach skrzydłowego oraz środkowego, posiadający także obywatelstwo australijskie i libańskie, reprezentant Libanu, aktualnie zawodnik Al Riyadi Bejrut.
Zaliczył także epizody w Los Angeles Lakers (letnia liga NBA 2012), Maccabi Tel Awiw (Izrael) oraz Tajwan Beer (Tajwan). Nie rozegrał w nich żadnego spotkania sezonu zasadniczego.
1 września 2015 został zawodnikiem Trefla Sopot. 4 listopada 2017 zawarł umowę z libańskim Sagesse Club.
5 sierpnia 2019 dołączył do New Zealand Breakers.
25 lutego 2020 podpisał kontrakt z tunezyjskim US Monastir. 20 sierpnia został zawodnikiem katarskiego Al Arabi Club Doha.

## Osiągnięcia
Stan na 11 września 2022, na podstawie, o ile nie zaznaczono inaczej.
Drużynowe
- Mistrz:
  - Koszykarskiej Ligi Afryki (BAL – 2022)
  - chińskiej ligi NBL (2018)
  - Białorusi (2013)
  - Tunezji (2020, 2021)
  - II ligi niemieckiej (2014)
- Uczestnik rozgrywek ligi VTB (2012/13)

Indywidualne
- Najlepszy zagraniczny zawodnik ligi tunezyjskiej (2020)
- Obrońca roku:
  - Koszykarskiej Ligi Afryki (2022)
  - chińskiej ligi NBL (2016, 2018, 2019)
- Zaliczony do I składu:
  - BAL (2022)
  - defensywnego BAL (2022)
- Lider chińskiej ligi NBL w blokach (2016, 2018, 2019)

Reprezentacja
- Mistrz mistrzostw arabskich (2022)
- Uczestnik kwalifikacji do mistrzostw:
  - świata (2017 – 9.miejsce)
  - Azji (2020)